# Ninnghizhidda
Ninnghizhidda – niemiecki zespół black metalowy powstały w 1997 roku w Recklinghausen. Nazwa zespołu pochodzi z mitologii sumeryjskiej, nawiązuje do bóstwa wegetacji i została zaczerpnięta z utworu "Lord Of All Fevers And Plague" grupy Morbid Angel.
Zespół rozpoczął swą działalność nagrywając demo zawierające sześć utworów, co stworzyło rok później podstawę do wydania pierwszej płyty Blasphemy. W maju 2002 roku wydany został drugi album o nazwie Demigod.
Z powodów osobistych i licznych nieporozumień zespół zagrał swój ostatni koncert w styczniu 2003, by ostatecznie zakończyć działalność latem 2003 roku.